# Tuuli
Tuuli Oikarinen, conosciuta semplicemente come Tuuli (Espoo, 3 gennaio 1999), è una cantante finlandese.

## Biografia
Tuuli ha iniziato a farsi conoscere nel 2009, con la sua partecipazione e vittoria ai talent show canori Staraskaba e Karuselli. È salita alla ribalta a maggio 2012 con la pubblicazione del suo singolo di debutto Salaisuudet, incluso nell'omonimo album uscito il successivo 21 settembre. Il disco ha raggiunto la 3ª posizione della classifica finlandese ed è stato certificato disco di platino con oltre 20 000 copie vendute a livello nazionale.
Dopo un periodo di pausa, nel 2015 è uscito il singolo Nimet listalla, in collaborazione con Mikael Gabriel. È diventato il suo ingresso più alto nella Suomen virallinen lista al 16º posto e ha venduto più di 20 000 unità, venendo certificato disco d'oro. L'anno successivo ha aperto un canale YouTube dove posta vlog e cover. Nel 2017 ha realizzato due EP contenenti cover di canzoni in lingua inglese. Si è diplomata alla scuola superiore di Espoon aikuislukio nel 2019.

## Discografia

### Album in studio
- 2012 – Salaisuudet
- 2023 – Windy Season
- 2024 – Kuivaa kyyneleet

### EP
- 2017 – Covers EP Vol. 1
- 2017 – Covers EP Vol. 2

### Singoli
- 2012 – Salaisuudet
- 2012 – Paljon onnea vaan
- 2014 – Nuoruus on ikuinen
- 2015 – Kaksoisolento
- 2015 – Nimet listalla (feat. Mikael Gabriel)
- 2016 – Justin (feat. Daniel Okas)
- 2017 – Solo
- 2023 – Windy Season (feat. Costi)
- 2023 – OnlyFans (feat. Ibe)
- 2023 – Bikineis (feat. Cledos)
- 2023 – Redflag
- 2024 – Kevlar
- 2024 – Sytkäri (feat. Ahti)